# Lampanah Ineu
Lampanah Ineu is een bestuurslaag in het regentschap Aceh Besar van de provincie Atjeh, Indonesië. Lampanah Ineu telt 249 inwoners (volkstelling 2010).